# وائل الزرد
وائل محيي الدين سيد الزرد (24 ديسمبر 1972 – 13 أكتوبر 2023) كان داعيةً إسلامي فلسطيني، متزوج وله ثمانية أبناء.

## التعليم
حصل على الثانوية العامة سنة 1990 - 1991 من مدرسة فلسطين الثانوية، بتقدير جيد جداً، وأتمم حفظ القرآن سنة 1992، حصل على شهادة بكالوريوس أصول الدين سنة 1995، مثل دولة فلسطين في مسابقة حفظ القرآن الكريم بمكة المكرمة سنة 1997، حصل على درجة الماجستير في الحديث الشريف سنة 2001 من الجامعة الإسلامية، وكانت رسالة الماجستير بعنوان «مظاهر الجاهلية كما تصورها نصوص السنة النبوية»، حصل على درجة الدكتوراه من جامعة عين شمس المصرية بالتنسيق مع جامعة الأقصى في البرنامج المشترك.

## العمل
- عمل إماماً للمسجد العمري الكبير من سنة 1996.
- عمل لمدة عام محاضراً في جامعة القدس المفتوحة قسم الدراسات الإسلامية.
- عمل لمدة عام ونصف محاضرا في الجامعة الإسلامية بغزة في كلية أصول الدين.
- عمل محاضراً في كلية مجتمع العلوم المهنية والتطبيقية - في الجامعة الإسلامية - نائب رئيس قسم الدراسات الإسلامية.
- مدير مركز «ملتقى الفضيلة النسائي» وهو ملتقى يهتم بالقضايا النسائية (تربوياً واجتماعياً وثقافياً) بالإضافة إلى وجود مركز تعليم القرآن للفتيات.
- رئيس مجلس إدارة جمعية التيسير للزواج - فلسطين.
- كان مسؤول الشبيبة الطلابية في بداية المرحلة الثانوية في مدرسة فلسطين بغزة.

## المشاركة في المؤتمرات
- مؤتمر روَّاد الغد: المنعقد في الجامعة الإسلامية، وقد شارك بورقة عمل بعنوان " دور المساجد في إنشاء رواد الغد.
- المؤتمر القرآني الثاني: لمراكز تحفيظ القرآن في منطقة التفاح والدرج - غزة، وقد تقدم بورقة عمل بعنوان «فترة المراهقة - نظرة شرعية».
- مؤتمر لا لجرائم القتل في بلادنا: والذي أقيم في المسجد العمري الكبير، وكان رئيس اللجنة التحضيرية للمؤتمر والذي ضمَّ عائلات الإخوة المقتولين غدراً، بالإضافة إلى مشاركة وزير العدل آنذاك.
- المؤتمر الإبداعي الدعوي الأول لطلبة قسم الدراسات الإسلامية: في كلية مجتمع العلوم المهنية والتطبيقية ـ الجامعة الإسلامية.
- حفل كبير بعنوان: " المسابقة الإبداعية في مدح خير البرية ": وكان رئيس اللجنة التحضيرية للحفل " وكان له ورقة عمل بعنوان " رسالة المسجد من خلال المسابقة الإبداعية ".
- حفل كبير: «الزفاف الجماعي الأول»: في منطقة الشاطئ، وكانت له كلمة بعنوان: «تيسير الزواج فريضة اجتماعية».
- الندوة الإلكترونية الدولية تحت عنوان الحج والحضارة الإسلامية الحديثة برعاية إدارة شؤون الحج والعمرة في إيران

## منشورات وكتب ومقالات
- مظاهر الجاهلية كما تصورها نصوص السنة النبوية
- الدعوة والداعية، وهو مقرر على الطلبة في كلية المجتمع.
- كتاب تحت الطبع بعنوان: الدعوة: مناهج وقواعد.

## مشاركات إعلامية
- قدم برنامجًا أسبوعيا في فضائية الأقصى بعنوان ورثــة الأنبياء
- قدم برنامج «دروس العصف المأكول» على قناة الأقصى الفضائية.

## وفاه
توفي وائل الزرد في 13 أكتوبر 2023 بعد يومين من دخوله وحدة العناية المركزة، إثر استهداف منزله في مدينة غزة بالطائرات الإسرائيلية.

## وصلات خارجية
- استضافة الشيخ الدكتور "وائل محي الدين الزرد (أبو حسام) - شبكة فلسطين للحوار